# Saint-Marin au Concours Eurovision de la chanson 2015
Saint-Marin a annoncé sa participation au Concours Eurovision de la chanson 2015 à Vienne, en Autriche le 11 octobre 2014.

## Sélection
Les représentants de Saint-Marin au Concours Eurovision de la chanson ont été présentés le 27 novembre 2014, lors d'une conférence de presse, à la suite d'une sélection interne. La république sera représentée par le duo Michele Perniola et Anita Simoncini.
Tous deux sont d'anciens représentants de Saint-Marin au Concours Eurovision de la chanson junior, Michele Perniola ayant représenté la république en 2013 et Anita Simoncini en 2014 en tant que membre des Peppermints.
Anita Simoncini est également, à ce jour, la seule chanteuse ayant représenté un pays au Concours junior puis au Concours « classique » qui suit directement.
La chanson a été présentée le 16 mars 2015. Elle s'intitule Chain of Lights.

## À l'Eurovision
Saint-Marin participa à la seconde demi-finale, le 21 mai 2015. Arrivant 16e avec 11 points, le pays ne se qualifia pas pour la finale.